# 仁義なき戦い 代理戦争
『仁義なき戦い 代理戦争』（じんぎなきたたかい だいりせんそう、Battles Without Honor and Humanity: Proxy War ）は、1973年（昭和48年）9月25日に東映京都撮影所の製作、東映配給により公開された日本映画。『仁義なき戦いシリーズ』の第三弾。
本作と第四部『仁義なき戦い 頂上作戦』で描かれる広島やくざ戦争は、広島を舞台に神戸市に本拠を置く明石組（山口組）vs.神和会（本多会）の二大勢力の対立を描く。数ある暴力団抗争の中でも広島代理戦争は特に名高い。ただ、実際に対立するのは、それぞれの下部組織による代理戦争となる。

## 概要
集団心理劇を描いた第一部から、情念の物語である第二部を経て、再び本作では集団心理劇が描かれた。一部、二部にあった強烈な暴力シーンはほとんどなく、広島やくざの幹部たちが会議や会談を繰り返す。その脚本の構成とダイナミックな演出は高い評価を得、1973年のキネマ旬報ベストテン第8位に選ばれた(第一部は2位に選出されている)。脚本を担当した笠原和夫は本作を「日本でも一、二位を争う群像劇になったと思う」と語っている。
1997年からフジテレビ系で放送され、映画シリーズもメガヒットしたテレビドラマ『踊る大捜査線』は、本作から着想を得たという。亀山千広フジテレビプロデューサーは「私と君塚良一さん二人の間では『踊る』は半分『仁義なき戦い』なんです」と述べている。
物語は第一部終了後の1960年（昭和35年）～1963年（昭和38年）を描いているため、厳密に言えば第一部の続編は第二部でなく第三部の本作である。

## あらすじ
昭和35年。広島最大の暴力団、村岡組の跡目候補である杉原が殺された。同じく村岡の舎弟分である打本が次の跡目に擬されるも、優柔不断な性格から杉原の仇を討たないため周囲が推さなかった。広島を注視していた呉の山守は、現在は膝下を離れ一家を構えた広能が村岡組と親しいのを利用しようと、呉の長老である大久保に働きかけると強引に傘下に戻した。山守と側近である槇原から利用された人間が死んできた過去を熟知する広能は、保身のため打本を担ごうとする。
打本と村岡組幹部の松永、武田、江田、それと広能は「打本を兄貴分、広能たちを弟分」とする兄弟盃を交わす。次に広能の橋渡しで神戸の大組織、明石組の舎弟頭相原と打本の五分兄弟盃が実現した。打本はさらに直接、明石組長の舎弟分になろうと相原を蔑ろに運動。広能は相原に対して面目を潰す。直の兄貴分は２人と持てない渡世の不文律を無視して自身の利害損得を優先する打本に広能は意見をするが、逆に食って掛かられ幻滅を味わう。打本の盃外交は村岡組長の心証を悪くさせ、その引退時に跡目は組内から立てず子分と縄張りを山守の預りとする。広能は内心は不満だが村岡と山守の橋渡しをさせられる。武田逹からすれば重し代わりに山守を担ぐものだが、跡目から外された打本はショックを受ける。さらに盃を直した山守組の披露宴の席では相原の前で山守から辱しめられ悔し涙を流す。慰めようとした広能に対しても、山守に付いて裏切ったと信じる打本は聞く耳を持たず両者は決裂した。
組長となった山守は幹部たち（武田は入院中）を前にして、岩国で継続中の浜崎組（槇原の舎弟）と小森組（打本の舎弟）の喧嘩に介入し、小森と打本を叩くよう命令を出す。手打ちに動いている打本は明石組と繋がり、浜崎の背後には山口の豊田会が見える中での参戦は誰もが得策と思えない。同意が無いと山守は怒り、あるいは泣きだす奇矯な振るまいを見せ、幹部たちは真意を掴めないまま了承した。散会後に広能は山守の狙いは寄せ集めの組で槇原を頭に統一戦線を張り、結果として自身の求心力を高めるものと読み解いてみせるが広能たちも打本との盃を名目にして腰を上げない。
老獪な山守からすれば部下の腹は折り込み済みで、既成事実を積み重ね打本を追い詰める構図を作りあげようと運動する。打本組幹部の早川は山守に切り崩された。山守組内部では仁義に外れた組長の行動に呆れながらも、その方針に従わざるを得ず盃を解消する。孤立し、喧嘩の手打ちも失敗した打本は指を詰める形でケジメをつけ逃亡。打本が頼った明石組は山守組に圧力を加える。明石組の威光で岩国の喧嘩も手打ちとなり、明石組長の舎弟分として打本は復権。早川も再び打本に乗り換えた。
立場が逆転した山守は若頭に武田を起用する。武田は明石組と対抗できる大組織の神和会と山守が盃を交わす戦略を打ち出す。明石組から打本との盃を復活させるように要請されている広能は、反対する武田に対して山守と槇原のもとではスジがバラバラであり明石組と断交しても身内から粛清される危険があると主張。組内部の利害の衝突は下に伝わり暴発が起こった結果、窮地に追い詰められた広能は神和会の盃で事前工作に動き明石組との断交にも同意した。決着をつけるため関係者が待合に集められるが、破談した瞬間に明石組から殺される危険を抱えて交渉が始まる。
相原は、打本がケジメをつけた以上は盃を戻すべきとのスジ論に加え喧嘩になっても神和会からの協力はないと揺さぶりをかけるが、武田は広島への内政干渉と反発、明石組は撤退すべきと主義を曲げない。打本に至っては広能とは盃を戻したくないと我意を張り、部屋の明かりが消え混乱と緊張が頂点に達したとき大久保が現れた。呆気にとられる広島側に、大久保は山守に呑ませると宣言して劇的に盃が復活。散会の後に武田は渡世とは一線を引いている大久保を明石組が担ぎ出したのは広能の仕業だと気がつくが、広能の真意は山守の責任を自身に取らせる点にあった。
盃の復活は利敵行為だと神和会は広島へ詰問使を送り、山守は窮地に追い詰められる。しかし、山口の豊田会を含めて協議した結果、組内部の明石組シンパである広能を切り捨てるという結論が導かれ矛盾は全て糊塗された。一人だけ責任を負わされ引退するようにと勧告を受けた広能は拒否、破門され親分も兄弟分もなく敵として去っていく背中に、武田は組が無ければやくざは存在しないと説く。中立と嘯く松永も組を去った。山守組が敵となったにもかかわらず、打本は広能が勝手に喧嘩を始めたと無視するが、広能を見殺しに出来ない相原は打本に早川を破門させる。対して武田は早川を戦線に嵌め込み、ここに至って戦争を生み出す力学は働き、状勢は誰の手にも止められない段階へ突入した。
広能組の倉元は槇原の命を狙うが、兄貴分の西条に裏切られ殺される。葬儀の斎場に刺客が送り込まれ、混乱の中で骨壷と中身が無残に路上に飛び散り踏みにじられた。倉元の母が慟哭する姿に身を切られる広能は、熱いままの遺骨を握りながら目の前にある怒りと悲しみを噛みしめるしかなかった。

## 出演

### 呉市
広能組（モデルは美能組）
- 広能昌三 - 菅原文太：このシリーズの主人公。山守組幹部。広能組組長。モデルは美能幸三。
- 水上登 - 五十嵐義弘：広能組若頭格。熱いモノは苦手。
- 岩見益夫 - 野口貴史：広能組若衆。
- 西条勝治 - 川谷拓三：広能組若衆。自らの不始末を詫びるため、左手首を鉈で切り落とす。
  - この役は当初、歌手の荒木一郎が演じることが決まっていたが、荒木が辞退したため急遽代役が必要となり、前作で捨て身の演技をして評価された大部屋俳優の川谷が大抜擢された。[7]荒木は「広島（は 怖い場所なので ロケに行くのが）が怖い」と言って辞退したと、山城新伍が後に語っている。
- 倉元猛 - 渡瀬恒彦：広能組若衆。正式な盃は受けていない。走り方が少し変わっている。演じた渡瀬は、第一部では山守組系新開組舎弟の有田役で出演しており、本作が二度目の出演。

- 青木彦次郎 - 汐路章：広能と倉元の中学時代の恩師。
- うめ - 荒木雅子：倉元の母。
- 富枝 - 池玲子：西条の女。
- 弓野修- 司裕介：広能組若衆
- 関谷徹- 松本泰郎：広能組若衆
- 広能組若衆 - 森谷譲

山守組（モデルは山村組）
- 山守義雄 - 金子信雄：山守組の組長。広島市の村岡組長引退によりその勢力を継承して傘下二百余名、山陽道屈指の勢力を率いる。モデルは山村辰雄。
- 山守利香 - 木村俊恵：山守義雄の妻。1作目より登場。モデルは山村邦香。
- 槙原政吉 - 田中邦衛：山守組幹部。槇原組の組長。山守の腹心で広能を嫌っている。1作目より登場。モデルは樋上実。
- 弘美 - 堀越陽子：山守の女。

独立系
- 大久保憲一 - 内田朝雄：呉市の大物。渡世とは一線を引いているが山守にも強い影響力を持つ存在。広能の後見人の立場にある。モデルは海生逸一。

### 広島市
村岡組（モデルは岡組）
- 村岡常夫 - 名和宏：村岡組組長。モデルは岡敏夫。（写真のみの出演）
- 武田明 - 小林旭：村岡組幹部。のちに山守組の若頭となる。モデルは服部武。
- 松永弘 - 成田三樹夫：村岡組幹部で若頭をつとめる。モデルは網野光三郎。
- 江田省一 - 山城新伍：村岡組幹部。広島死闘篇の江田省三と同一人物。（しょうぞうだと主人公と名前が被るため改名？）モデルは原田昭三。
- 杉原文雄 - 鈴木康弘：村岡の舎弟。博打の貸金が元で射殺される。
- 長尾博光 - 丘路千：村岡組幹部
- 助藤信之 - 成瀬正：村岡組組員
- 村岡組組員 - 笹木俊志、矢部義章、福本清三

打本組（モデルは打越組）
- 打本昇 - 加藤武：村岡舎弟分。打本組（のち打本会）組長。タクシー会社を経営する事業家。モデルは打越信夫。
- 早川英男 - 室田日出男：打本組（打本会）幹部。早川組組長。モデルは山口英弘。室田は、第二部では村岡組に対抗する大友組の幹部、中原役で出演しており、本作が二度目の出演。
- 高石功 - 山本清：打本組若頭

- 若松三郎 - 大前均：プロレスラー。モデルは力道山。
- 江奈 - 中村英子：早川の妻。第一部で若杉の情婦として出演しており、本作が二度目の出演。
- 打本組組員 - 片桐竜次、藤沢徹夫

### 神戸市
明石組（モデルは山口組）
- 明石辰男 - 丹波哲郎：明石組組長。モデルは田岡一雄。(写真と短い入室場面のみ出演でセリフなし）
- 相原重雄 - 遠藤辰雄：明石組舎弟頭。情味のある筋目にこだわる人物だが兄弟分となった打本の人間性と実力については疑問視している。広能には胸襟を開くが広島側の明石組シンパとして利用している面もある。モデルは安原政雄。
- 宮地輝男 - 山本麟一：明石組若頭。直截な言動を取るが周囲への目配りが行き届いた器量人。モデルは地道行雄。
- 岩井信一 - 梅宮辰夫：明石組幹部。岩井組組長。広能とは兄弟分。明石組の切込隊長として山陽道にまで名前が響いている存在。原理主義者の実務家タイプ。広能とはウマが合うがヤクザの信念の問題として、仲間同士の流血沙汰を嫌う広能を批判し「山守造反」を勧告する。モデルは山本健一。演じた梅宮辰夫は最初眉毛をなくす為、眉に肌色の蝋を塗るというメイクをしていたが、汗が出ると蝋が溶けてしまうため眉毛を剃り落とす事にした。家に帰ると、当時産まれたばかりの長女・梅宮アンナがその形相に怯え泣き止まなかったという。演じた梅宮は、第一部では土居組若衆頭の若杉役で出演しており、本作が二度目の出演。
- 和田作次 - 木谷邦臣：明石組若衆。岩井の舎弟。

上田組（モデル・小原組）  
- 上田利男 - 曽根晴美：上田組組長

小森組（モデル・岩本組） 
- 小森安吉 - 阿波地大輔：小森組組長
- 野戸呂勇 - 宇崎尚韶：小森組組員

槇原組 
- 森久宏 - 大木晤郎：槇原組組員
- 的場保 - 平沢彰：槇原組組員

浜崎組
- 浜崎四郎 - 岩尾正隆：浜崎組組長
- 浜崎組組員 - 宮城幸生

早川組  
- 谷川義明 - 原田君事：早川組組員

神和会（モデルは本多会）
- 神代巳之吉 - 小田真士：明石組と拮抗する広域暴力団の神和会会長。下関豊田会長の取持で村岡組合併後の山守組と親戚の縁組を結ぶ。モデルは本多仁介。
- 伊丹義市 - 中村錦司：神和会の副会長。モデルは平田勝市。

### その他
- 栗山清 - 国一太郎：九州栗山組組長
- 橋詰 - 北村英三：観察所長
- 安田 - 疋田泰盛：保護司
- 大久保憲一 - 内田朝雄：大久保組組長
- 吉倉 - 矢奈木邦二朗：列席の親分
- 三杉 - 熊谷武：列席の親分
- 豊田良平 - 堀正夫：山口県豊田会会長
- 桃子 - 太田のり子：ホステス
- 夜桜銀次を射殺する男 - 小峰一男、藤長照夫
- 杉原を撃つ男 - 奈辺悟

- 西山清孝、大矢正利、加藤匡志、前川良三、島田秀雄

- ナレーター…酒井哲[1]

## スタッフ
- 企画：日下部五朗
- 原作：飯干晃一
- 脚本：笠原和夫
- 監督：深作欣二
- 撮影：吉田貞次
- 照明：中山治雄
- 録音：野津裕男
- 美術：雨森義充
- 音楽：津島利章
- 編集：堀池幸三
- 助監督：土橋亨
- 記録：田中美佐江
- 装置：稲田源兵衛
- 装飾：清水悦夫
- 美粧結髪：東和美粧
- スチル：藤本武
- 演技事務：森村英次
- 衣装：豊中健
- 擬斗：三好郁夫
- 進行：伊藤彰将[1]

## 製作
本作と第四作『仁義なき戦い 頂上作戦』は、広島抗争の核心でもあるため、何人もの映画人が手を出し、断念した鬼門ともいうべき企画だった。中国新聞が書いた『ある勇気の記録 : 凶器の下の取材ノート』の映画化が試みられたり、石堂淑朗と斎藤龍鳳がシナリオ化しようとして頓挫したこともあった。当事者であるやくざ同士の関係が錯綜して極めてややこしいことと、やはり手をつけるにはまだ広島はヤバい状況であったためであった。

### 脚本
当時全国制覇へ邁進しつつあった田岡一雄山口組組長は、第一作『仁義なき戦い』を観て、岡田茂東映社長に「岡ちゃん、こんな映画、ウチを題材にやったら殺されるで」と岡田の身を案じた。しかし岡田は怯まず、シリーズの拡大を決意。笠原和夫を呼び出し、「今度こそ一番のヤマ場の広島事件を書け！」と迫った。岡田は第一作の大ヒットを見て即座に任侠路線を切り捨て、実録路線への転換を急速に進めた。俊藤浩滋に「鶴田浩二も高倉健もしばらくやめや」と言い放ち、俊藤がハラを立て、鶴田や高倉を引き連れ、東映を退社する寸前までいった。
脚本執筆を渋る笠原に日下部五朗プロデューサーが膝詰め談判に訪れ、笠原は「お前ら会社は、簡単に広島事件と言うけども、無理だよ。事の真相も分からないし、前々からあれはできないと言ってるじゃないか！」と抵抗したが、笠原は当時、自宅の建築費用として東映から700万円を借りていた弱みがあった。深作に相談したら、続行に前向きでガッカリし、広島に飛び、美能に取材した後、『完結篇』で描かれたように当時は引退していた服部武（劇中の小林旭）共政会二代目会長に話を聞いたら、朴訥な田舎おやじ風情で、愉快な話をいっぱい話してくれた。美能と服部は劇中では敵味方ながら盟友として描かれるが、二人の主張は全く逆で、真相は「藪の中」状態だった。また二人とも抗争で死んだ子分たちに関しては口が重かった。やむなく第三部で広島事件をやってシリーズも終わりかと意を決し、この難物をどうホンにしようかと悩んでいたら、1973年5月に、岡田から「広島事件を第三部と第四部の二つに分けて書いてくれ」とトンデモ指令のお達しが来た。二つに分けると、第三部を抗争に至る内紛劇、第四部を抗争の顛末に宛てざるを得ず、内紛劇はとても絵になるシロモノではなく、アクション一つなく、盃外交、裏切り、思惑、疑惑、恐怖、ねたみ、欲望、腹芸、離合集散を日々延々と繰り返すやくざたちの生態をどう書けばいいのか悩んだ。爽快なアクションを期待しているお客の期待に沿うものはできそうもなかった。あれこれ悩んだ末、どうせ真相は「藪の中」だから、いちいちストーリーを作り、起承転結を止め、取材で得たズッコケエピソードを掻き集めて、行き当たりバッタリの集団劇することで、ある種の混沌を示せば、自分なりの「人間喜劇」を見せることができるだろうと腹を括った。しかし書いても書いても纏まり切れず、第二作公開の1ヵ月半前の1973年3月14日-20日、打ち合わせから始まり、1973年4月5日、第一作で梅宮辰夫が演じた若杉寛のモデル・大西政寛の母に取材。4月6日、美能と本作で小林旭演じる武田明のモデル・服部武に取材し、5月2日から京都の常宿に籠り、脚本に着手。5月17日の打ち合わせで方針が混迷。5月19日ー6月22日、第一稿執筆。1973年7月1日、直し作業を終了した。シリーズ中、最も完成に費やし、取材を含めて91日も費やした。当初、1973年のお盆の封切を予定していたが、この影響で、封切が1973年9月末までずれ込んだ。終了翌日、1973年7月2日から、岡田社長案件だった『実録・共産党』の準備を開始。『実録・共産党』は、笠原がこの年、本八幡、国府台、亀戸などをシナハンし、丹野セツにも取材したところで作業が翌年に持ち越し、1974年10月に第一稿完成後、1974年10月22日製作中止が決定している。

### キャステング
本作から日活の大スター・小林旭（1972年東映に移籍）が参加。貫禄の芝居でシリーズに厚みを与えている。劇中、「ワシゃそがいな勲章も無いしの」「ワシには家賃が高過ぎますけぇ」というセリフがあるが、それがコンプレックスになっている知性派ヤクザは、それまでのヤクザ映画には現れたことのない、まったく類型のないニュータイプのヤクザであった。

### 撮影
広能ら山守組幹部が4人で、明石組の黒スーツ軍団が待つ旅館に乗り込み、交渉を持つシーンで停電になる場面は、笠原脚本にない深作演出である。

## 作品の評価

### 興行成績
笠原が自棄くそ（やけくそ）気味に書いたという本作は、試写を観た岡田から笠原に「感激した」と電話があり、関係者の期待を上回り、前二作を超える大ヒットになった。笠原は、愕然、憮然、呆然となり、ますます混迷に入ったという。

### 深作欣二評
深作欣二は「若い連中を中心に据えてまっとうに描いた『広島死闘篇』を経て、一転してやくざ映画らしからぬ権謀うずまく内容の『代理戦争』にいくわけですが、笠原君も随分苦労したらしい。権謀なんてドラマになるのかということで、かなりカリカチュアライズしていきながら、それに見合う重さということで、渡瀬君みたいな若者を配したわけです。つまり戦争が始まれば、一番最初に死ぬのは若者だという認識です…作品の評価も高かった一本です」などと述べている。

### 笠原和夫評
「僕のテーマは、混沌とした状況の中で、成立するドラマとは何かを試すことにあったんだが、作品は深作流の戯画が先行してしまって、役者にやらせ過ぎていた」と評している。

### 批評家評
「シリーズ最高傑作」とも謳われる。
小林信彦は「心から震え上がった」と述べている。
荒井晴彦は「若い頃は『広島死闘篇』が一番いいな、好きだなって思っていたけど、自分がシナリオを書くようになってから見たり読んだりすると『代理戦争』っていうのは一番すごいな。電話だけで若い連中が死んでいくという」と評している。
平野啓一郎は「この映画に見られる、疑似家族制度下の絶対的な上下関係という主題は、第二次世界大戦下の総動員体制の経験と不可分であろう。広能自身が復員兵という設定であり、彼の苦悩は軍隊組織に於ける上官と一兵卒との関係、あるいは大日本帝国下の臣民の経験に擬せられる。また『代理戦争』というタイトルや被爆地としての広島の強調など、全篇にわたって政治的なアレゴリーに富んでいる」などと評している。

## ビデオ
「仁義なき戦い#ビデオとテレビ放映」を参照。